# Andisjan
Andisjan eller Andijan er den fjerde største by i Usbekistan og hovedstad i provinsen af samme navn. Byen ligger i den østligste del af landet tæt ved den kirgisiske grænse. Byen har 547.800 (2022) indbyggere.